# Daniel Filipsson
Per Daniel Filipsson, född 26 maj 1976 i Jällby församling, Älvsborgs län, är en svensk tidigare politiker för Moderata samlingspartiet. Han var kommunalråd och kommunstyrelsens ordförande i Alingsås kommun.
Daniel Filipsson avgick 22 januari 2025 med omedelbar verkan kort efter att det uppdagats att han, tillsammans med kommunstyrelsens vice ordförande Simon Waern och ytterligare en politiker, var med i en chattgrupp där bland annat andra politiker baktalades.